# Canal+ 360
Canal+ 360 – kanał z rodziny Canal+ uruchomiony w obecnej formie 13 września 2024 roku. Stacja dostępna jest zarówno w standardzie SD jak i HD.
Jest to kanał uniwersalny. W jego ofercie można znaleźć transmisje sportowe (PKO BP Ekstraklasa, Liga Mistrzów UEFA, WTA 250, gale BKFC), treści dokumentalne i rozrywkowe oraz seriale kryminalne.
Podobnie jak jego poprzednik (Canal+ Family) jest dostępny w tańszych pakietach niż pozostałe stacje Canal+. 

## Historia
Kanał rozpoczął swoje nadawanie 13 marca 2010 roku jedynie na platformie Cyfra+ pod nazwą Canal+ Sport 3. Dostępny był w każdą sobotę i niedzielę. Pierwszą transmisją na antenie był Puchar Sześciu Narodów w rugby (Szkocja – Anglia). 11 września 2010 roku kanał zmienił nazwę na Canal+ Gol i był nadawany w każdą sobotę, niedzielę i poniedziałki. Natomiast 30 lipca 2011 roku stacja po raz drugi zmieniła nazwę, tym razem na Canal+ Weekend. Program nadawany był w każdy piątek, sobotę i niedzielę. Canal+ Weekend był kanałem w szczególności o profilu sportowym, ale okazjonalnie na tej antenie pojawiały się filmy. Marka Canal+ Gol przetrwała, nosił ją drugi z kanałów sportowych Canal+, znany wcześniej pod nazwą Canal+ Sport 2.
5 kwietnia 2013 o godzinie 1:00 kanał zakończył nadawanie pod ówczesną nazwą podobnie jak siostrzany Canal+ Gol. Zmiany te miały związek z powstaniem nowej platformy cyfrowej nc+ i uruchomieniem nowego pakietu Canal+. Canal+ Weekend został przekształcony w Canal+ Family wraz z siostrzaną stacją Canal+ Family 2 (która 11 maja 2015 roku została przekształcona w Canal+ 1). Pomimo swojego ogólnotematycznego charakteru stacja traktowana była, podobnie jak jej poprzednik jako kanał sportowy, w związku z czym wraz z Canal+ Sport i Canal+ Family 2 tworzyła pakiet Sport+. 11 maja 2015 roku nastąpiło odświeżenie ramówki kanału. Wydarzania sportowe zostały przeniesione do nowej stacji Canal+ Sport 2, a Canal+ Family skoncentrowało się w pełni na filmach i serialach przeznaczonych dla całej rodziny.
Od 1 lipca 2020 stacja emituje reklamy, jednak nie przerywają one programów i nadawane są sporadycznie między nimi. Za sprzedaż czasu antenowego dla reklamodawców odpowiada Biuro Reklamy TVN Media.
20 sierpnia 2024 roku doszło do zmiany ramówki kanału na uniwersalną (sport, dokumenty, seriale kryminalne oraz treści rozrywkowe) w związku z planowanym uruchomieniem kanału Canal+ 360 w miejscu Canal+ Family, do czego doszło 13 września 2024 roku.